# Automatically Tuned Linear Algebra Software
Automatically Tuned Linear Algebra Software (ATLAS) er et programbibliotek til lineær algebra. ATLAS tilbyder en moden open source implementation med BLAS API til C og Fortran77.
ATLAS bliver ofte anbefalet som en automatisk optimerende måde at anvende BLAS programbiblioteket på.
ATLAS kører på de fleste Unix-lignende systemer og på Microsoft Windows (via Cygwin). ATLAS er frigivet under en BSD-licens og mange kendte matematikprogrammer anvender ATLAS: Maple, MATLAB, Mathematica og GNU Octave.